# Familiegraf Kleuters-Janssen

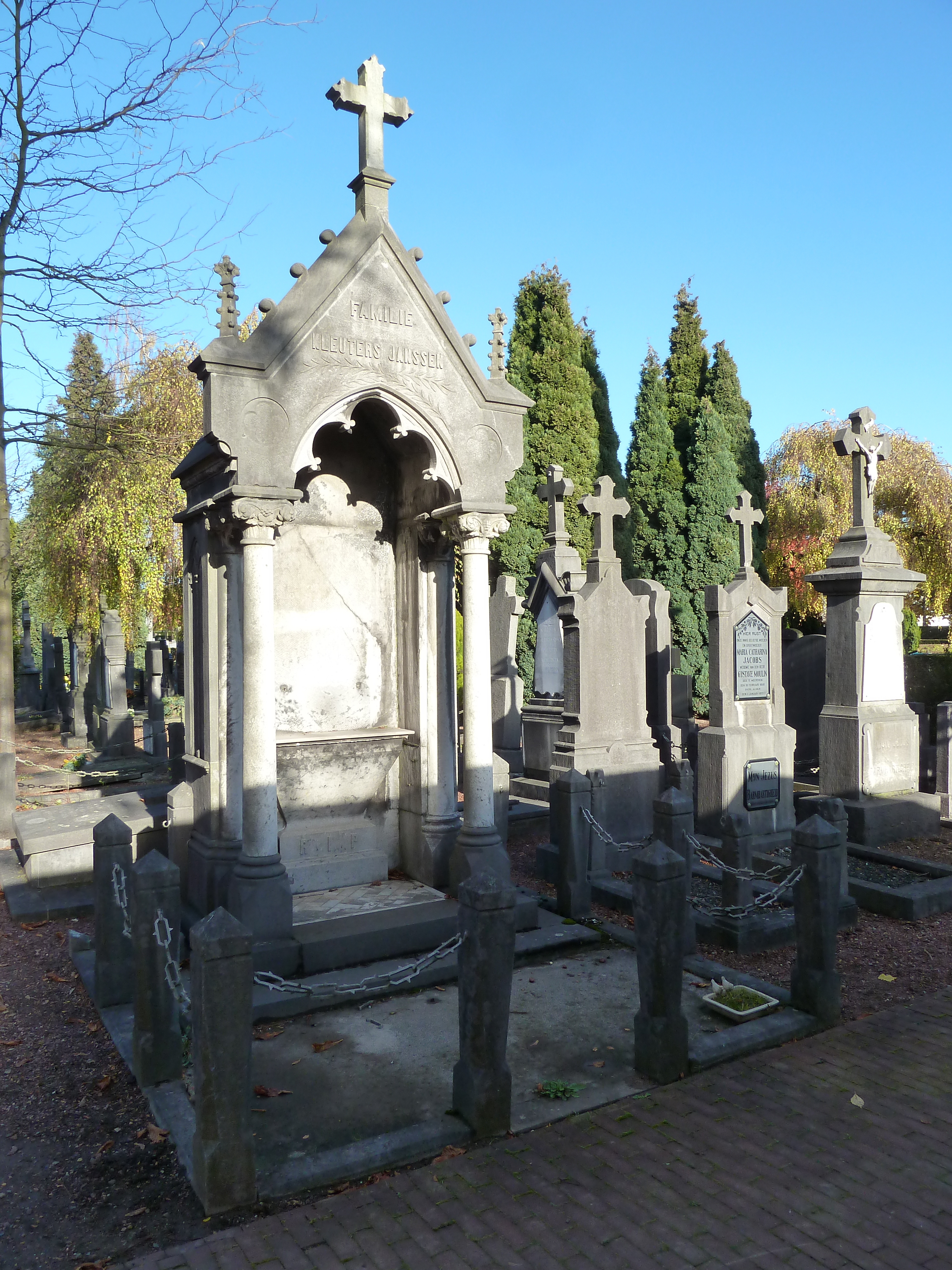
Familiegraf Kleuters-Janssen

Het familiegraf Kleuters-Janssen is een graf en grafkapel in Meerssen in de Nederlands Zuid-Limburgse gemeente Meerssen. Het graf ligt in het zuidelijk deel van de Algemene Begraafplaats Meerssen midden in het dorp.

## Geschiedenis
Rond 1910 werd het grafmonument voor de familie Kleuters-Janssen gebouwd J. Cremers-Vermeulen uit Maastricht.
Op 12 maart 1997 werd de kapel ingeschreven in het rijksmonumentenregister.

## Bouwwerk
Het grafmonument is met neogotische elementen gebouwd op een in de dwarsrichting gesitueerd rechthoekig plattegrond. De open grafkapel heeft een spitsboogvormige toegang en wordt gedekt door een hardstenen zadeldak met op de top een stenen kruis en op de twee hoeken aan de voorzijde pinakels. In de voorgevel is de tekst Familie Kleuters Janssen aangebracht. De achterwand bevat twee pilasters, terwijl ervoor twee zuilen staan, alle vier in de Korinthische orde. In de zijwanden zijn blinde spitsboogvormige vensters aangebracht. Rond het grafmonument zijn obeliskvormige kolommen van hardsteen aangebracht die onderling verbonden zijn met een smeedijzeren ketting.
In de grafkapel is tegen de achterwand een hardstenen altaartafel geplaatst.